# Tabassarans
Les Tabassarans forment un groupe ethnique qui se retrouve principalement au Daghestan, en Russie. Leur population est, en 2011, estimée à 200 000 individus. Ils parlent le tabassaran et sont généralement musulmans sunnites.

## Histoire

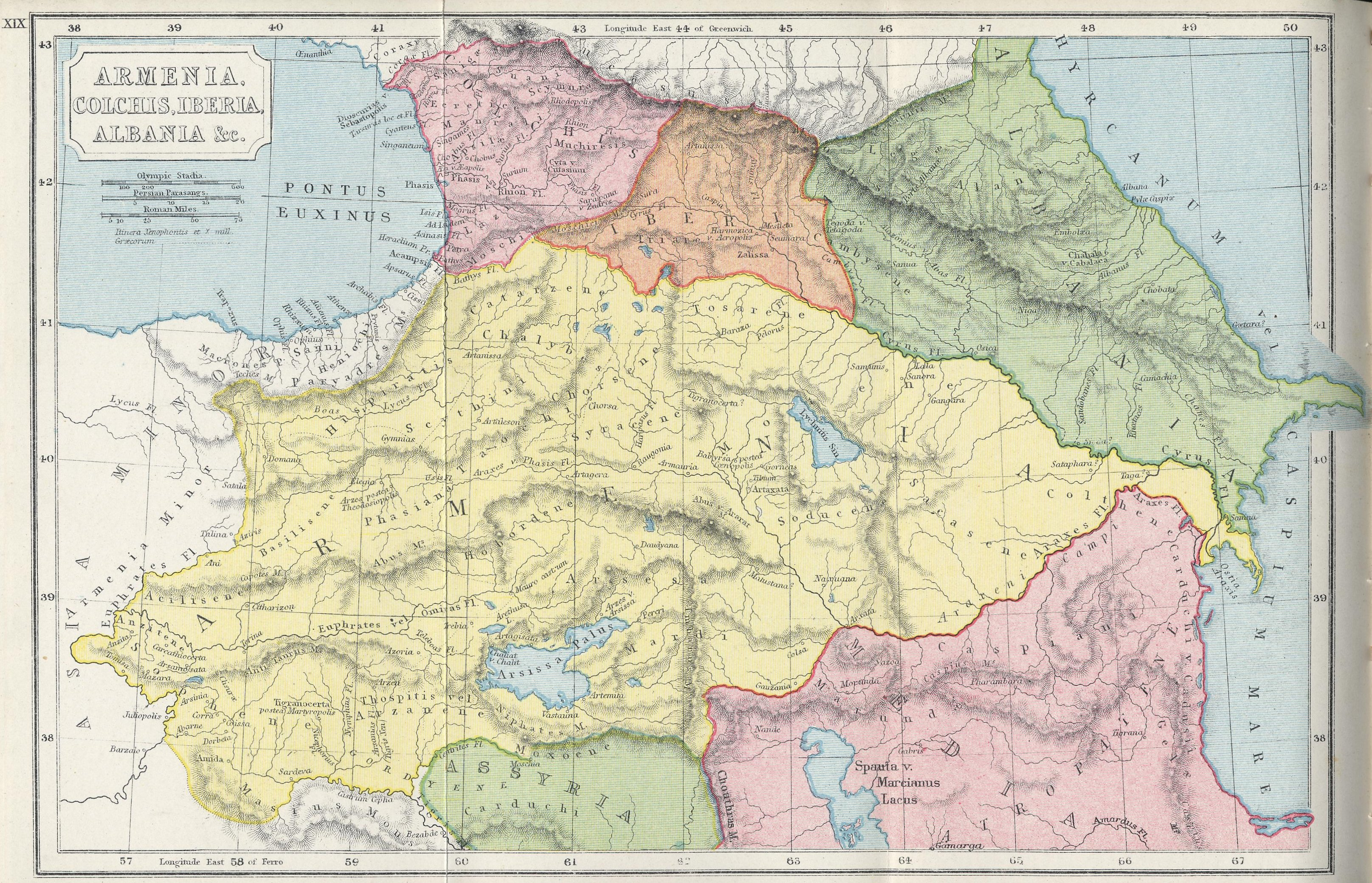
L'Albanie caucasienne (en vert) au début de notre ère.

Sur le territoire actuel du nord-est de l'Azerbaïdjan et du sud du Daguestan existait entre le IIe siècle av. J.-C. et le IVe siècle un ancien pays souverain du nom d'Albanie caucasienne qui constituait en une union de 26 tribus et ethnies multilingues, dont les ancêtres des Tabassarans, les Tavaspars. 
Les premières sources écrites mentionnant le peuple des Tavaspars remontent au Ve siècle et sont de la plume d'historiens arméniens, comme Yéghichê et Phavstos Bouzanda. Ils sont mentionnés également dans La Géographie arménienne (Աշխարհացոյց, Achkhratsouïts) au VIIe siècle.

### Principauté tabassarane
À la suite de l'invasion arabe du Daguestan, le territoire des Tabassarans est devenu une partie du califat arabe et, après son effondrement, une partie de l'État des chahs de Chirvan. En 917, le pays des Tabassarans était gouverné par Mouhammad Maïssoum de la dynastie arabe des Mazyadides. Après cela, les Tabassarans sont mentionnés sous le nom de «Maïssoumiens». L'ennemi principal de la principauté était alors l'émirat de Derbent (VIIIe siècle-1075). En 944-956, le frère de Mouhammad, Ahmad ben Yazid, y installe son pouvoir et en 948 Mouhammad devient chah de Chirvan et donne le gouvernement de la principauté des Tabassarans à son fils Haïssam ben Mouhammad. Il est remplacé par son frère Ahmad, après qui l'administration de la principauté est héritée par son fils Haïssam II (981-1025). Au début du XIIe siècle, la principauté tabassarane est divisée en 24 apanages. Chaque district est administré par un «sarkhang» (chef militaire). Dans la seconde moitié du XVe siècle, le testament d'Andounik Ier, souverain avar, précise que la principauté tabassarane comptait 70 000 guerriers.

### Administration des cadis des Tabassarans
Au sud du Daguestan actuel, le territoire des Tabassarans est resté une grande administration féodale. Dans les années 1570, des conflits internes éclatent entre les représentants de la dynastie des Maïssoumides. Une partie importante d'entre eux meurent et les survivants, quittant leur résidence de Khoutchni, déménagent leur résidence à Djagar (aujourd'hui Tchéré), où ils deviennent plus vulnérables aux incursions venues de la plaine et de Derbent. Des cadis tabassarans installent leur pouvoir à Khoutchni. À la fin du XVIe siècle, le territoire tabassaran se retrouve pris entre les guerres des Ottomans contre les Séfévides, cependant au début du XVIIe siècle, les cadis des Tabassarans et les communautés locales ne reconnaissent pas leur pouvoir et vivent plus ou moins indépendamment.

### District kaïtago-tabassaran
En 1860, du temps de l'Empire russe, des districts s'organisent à la place des anciennes possessions. Le district kaïtago-tabassaran se forme à partir du territoire de l'outsmiat kaïtag (entité féodale des Kaïtags, tribu appartenant à l'ethnie des Darguines) et le territoire tabassaran.
Le district est divisé en naïbats (sorte de cantons), transformés en 1899 en différentes communes.
Il y avait en 1895 quatre naïbats : celui de Karakaïtag (chef-lieu : Djibakhni), celui du Bas-Kaïtag (chef-lieu : Kaïakent), celui du Nord-Tabassaran (chef-lieu : Erssi), celui d'Ourkarakh (chef-lieu : Ourkarakh).
En 1926, du temps de la république socialiste soviétique autonome du Daguestan, le district est divisé en trois parties : Haut-Tarabassan (Khoutchni), Dakhadaïev (Madjalis), Safarov (Djalal-Kent).

## Gastronomie
La nourriture traditionnelle des Tabasarans est composée de légumes et de viande et de lait. Le plat principal est le khinkal, un type de boulettes consommées avec de la viande, du beurre, du lait aigre, de l'ail et des noix concassées. Ils cuisinent aussi des tartes salées farcies d'herbes sauvages, de fromage blanc, d'œufs. La viande est consommée crue, bouillie ou frite. Les Tabassarans consomment souvent des rouleaux de chou, des boulettes, du pilaf. Parmi les produits laitiers le lait aigre frais et le fromage blanc (tvorog), la crème aigre et le beurre sont privilégiés. Le pain (lepechki) est le plus souvent sans levain. Les boissons principales sont l'ayran, le thé, le kvas.

## Personnalités
- Le père de la sportive Elena Issinbaïeva est un Tabassaran.